# NGC 7640
NGC 7640 is een balkspiraalstelsel in het sterrenbeeld Andromeda. Het ligt 26 miljoen lichtjaar van de Aarde verwijderd en werd op 17 oktober 1786 ontdekt door de Duits-Britse astronoom William Herschel.

## Synoniemen
- UGC 12554
- MCG 7-48-2
- ZWG 532.17
- ZWG 533.1
- IRAS 23197+4034
- PGC 71220